# Кондороби
Кондороби (грч. Μεταμόρφωση, до 1950. грч. Κονδορόπη) је насељено место у општини Костур у периферији Западна Македонија, Грчка. Према попису из 2021. године било је 122 становника.
Према бугарском географу и историчару, Василу Канчову, у Кондоробима је 1900. године живело 190 Словена хришћана. Македонски историчар Тодор Симовски, 1998. године наводи да су Кондороби словенско насеље.